# 田中力 (野球)
田中 力（たなか ちから、1959年9月13日 - ）は、兵庫県出身の元プロ野球選手（捕手）。
父は元プロ野球選手の田中守。

## 来歴・人物
育英高等学校では第49回選抜高等学校野球大会に出場した。
1978年に高校卒業後、亜細亜大学へ進学。同期の宮本賢治投手とバッテリーを組む。3年秋は1学年上の大石大二郎らと明治神宮大会準優勝。東都大学リーグ通算48試合出場、125打数23安打、打率.184、0本塁打、7打点。
大学卒業後は、社会人野球の東芝府中に入社。都市対抗野球大会には補強選手に2年連続で選出。持ち味は声が特徴とされていた。
1983年のプロ野球ドラフト会議でロッテオリオンズから4000万円契約で2位指名され入団。同じ社会人野球チーム出身である落合博満には自主トレを共にするなど交流があった。
プロ2年目の1985年に一軍初出場を果たすが親指を怪我し、一軍出場はこの1試合のみで1987年限りで現役を引退した。
引退後は伊丹リトルシニアの監督を務めている。
伊丹リトルシニアは現在も続き、道中、後藤、金井、などのプロ注目選手を育てている。

## 詳細情報

### 年度別打撃成績
| 年 度     | 球 団     | 試 合 | 打 席 | 打 数 | 得 点 | 安 打 | 二 塁 打 | 三 塁 打 | 本 塁 打 | 塁 打 | 打 点 | 盗 塁 | 盗 塁 死 | 犠 打 | 犠 飛 | 四 球 | 敬 遠 | 死 球 | 三 振 | 併 殺 打 | 打 率 | 出 塁 率 | 長 打 率 | O P S |
| --------- | --------- | ----- | ----- | ----- | ----- | ----- | -------- | -------- | -------- | ----- | ----- | ----- | -------- | ----- | ----- | ----- | ----- | ----- | ----- | -------- | ----- | -------- | -------- | ----- |
| 1985      | ロッテ    | 1     | 0     | 0     | 0     | 0     | 0        | 0        | 0        | 0     | 0     | 0     | 0        | 0     | 0     | 0     | 0     | 0     | 0     | 0        | ----  | ----     | ----     | ----  |
| 通算：1年 | 通算：1年 | 1     | 0     | 0     | 0     | 0     | 0        | 0        | 0        | 0     | 0     | 0     | 0        | 0     | 0     | 0     | 0     | 0     | 0     | 0        | ----  | ----     | ----     | ----  |

### 年度別守備成績
| 年度 | 試合 | 企図数 | 許盗塁 | 盗塁刺 | 阻止率 |
| ---- | ---- | ------ | ------ | ------ | ------ |
| 1985 | 1    | 0      | 0      | 0      | -      |

### 記録
- 初出場：1985年10月19日、対日本ハムファイターズ25回戦（川崎球場） 、9回表より袴田英利に代わって出場。

### 背番号
- 43 （1984年 - 1987年）